# Oskar-von-Miller-Straße 10 (Bad Kissingen)

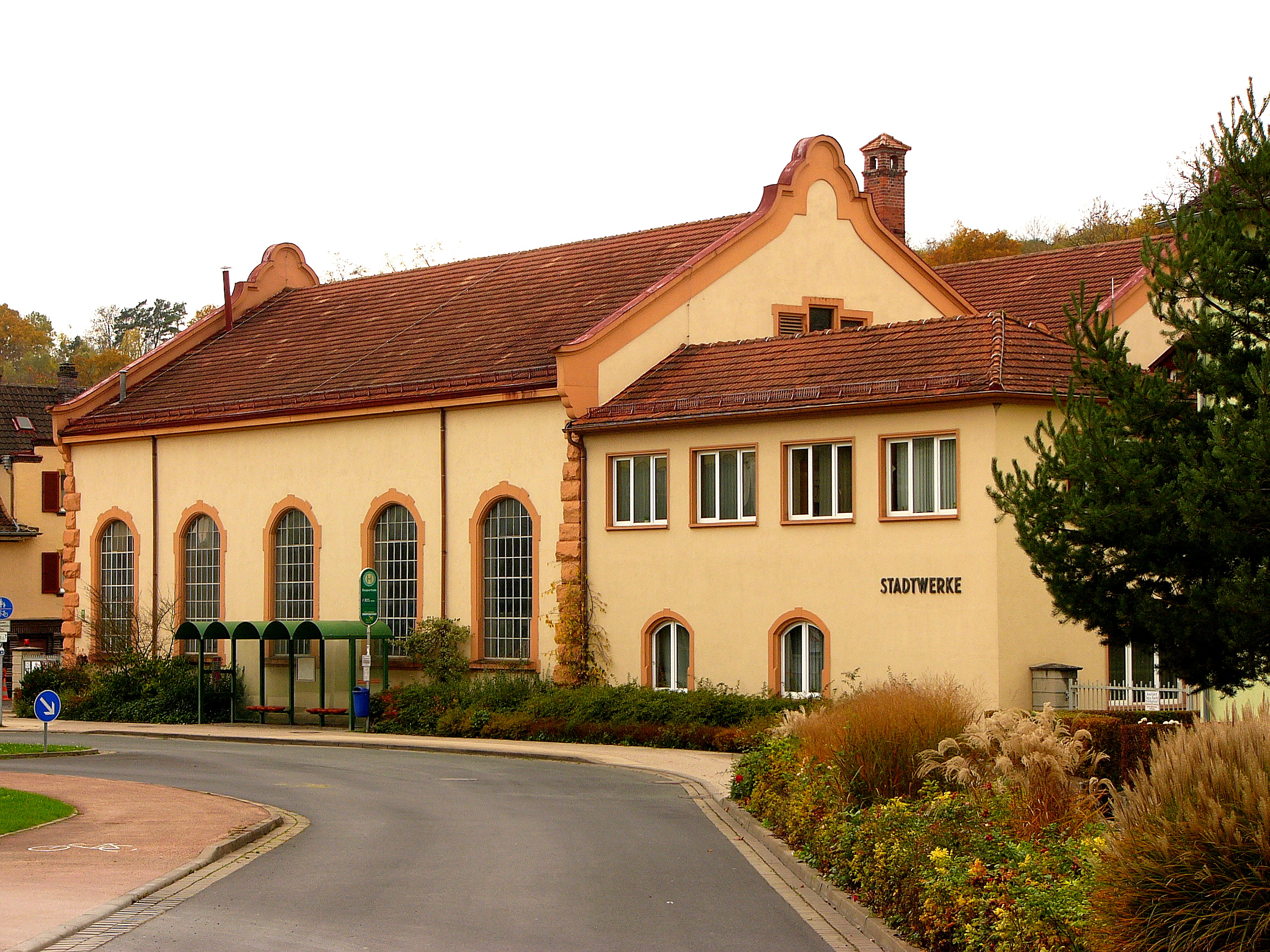
Oskar-von-Miller-Straße 10 in Bad Kissingen

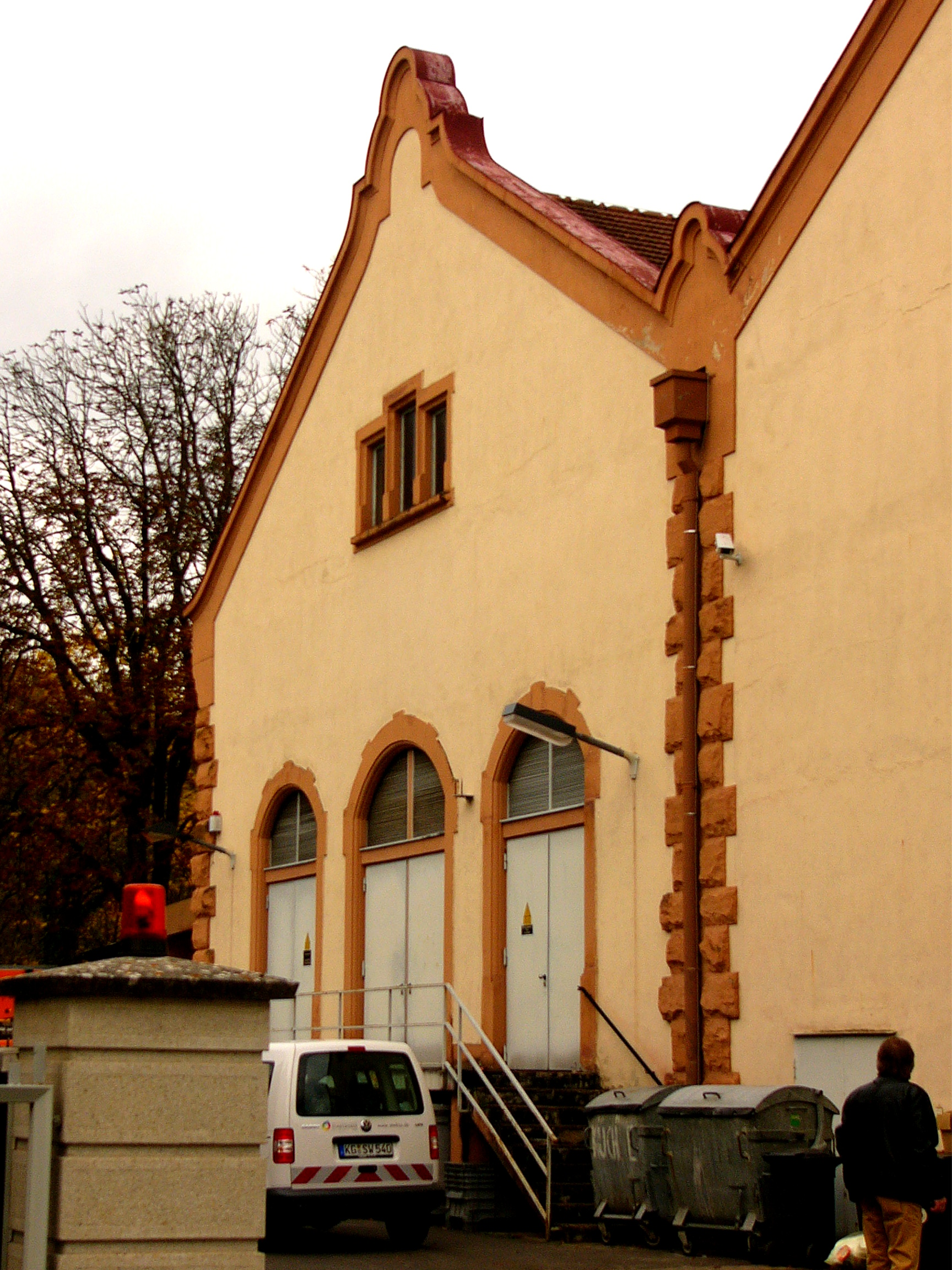
Maschinenhaus

Das Elektrizitätswerk Oskar-von-Miller-Straße 10 in Bad Kissingen, der Großen Kreisstadt des unterfränkischen Landkreises Bad Kissingen gehört zu den Bad Kissinger Baudenkmälern und ist unter der Nummer D-6-72-114-323 in der Bayerischen Denkmalliste registriert.

## Geschichte
Das Elektrizitätswerk mit Maschinen- und Krafthaus wurde im Jahr 1905 von Oskar von Miller errichtet. Bei der Anlage handelt es sich um eine eingeschossige Doppelhalle mit Satteldächern, Eckquaderung und Ziergiebeln sowie einem nördlichen ehemaligen Verwaltungsgebäude. Das Verwaltungsgebäude ist ein zweigeschossiger Walmdachbau mit Eckquaderung.
Das zu dem Elektrizitätswerk gehörende Maschinenhaus beherbergt technische Ausstattung aus den 1920er Jahren.
Unter der benachbarten Adresse Oskar-von-Miller-Straße 12 befindet sich das zum Elektrizitätswerk gehörende, ehemalige Beamtenwohnhaus.